# Prohibicja w Finlandii
Prohibicja w Finlandii – obowiązujący w Finlandii w latach 1919–1932 zakaz produkcji, importu, obrotu i spożycia alkoholu. Ze względu na rozmiary i znaczenie przemytu alkoholu do kraju, Finowie nazywają ten okres Pirtuaika (fiń. epoka spirytusu).

## Pierwsze regulacje ograniczające spożycie alkoholu
Początki fińskiej debaty o prohibicji sięgają pierwszej połowy XIX wieku, gdy Finowie zaczęli tworzyć organizacje promujące trzeźwość. Fiński ruch prohibicyjny znajdował się pod wpływem podobnych organizacji z innych państw, a pierwsze prace poświęcone wstrzemięźliwości od alkoholu, które pojawiły się w Finlandii w 1843 roku, były tłumaczeniami pism amerykańskich.
W 1865 roku zwolennicy prohibicji odnieśli pierwszy większy sukces, doprowadzając do uchwalenia przepisów zakazujących produkcji alkoholu w warunkach domowych i wprowadzający system koncesji na wytwarzanie alkoholu. Z inicjatywy zwolenników ograniczenia handlu alkoholem doszło też do opodatkowania wyrobów alkoholowych w sposób, który miał zachęcić Finów do odejścia od mocnych alkoholi do napojów o mniejszej jego zawartości. W tamtym okresie promowano w związku z tym picie piwa, jednak w latach 70. XIX wieku jego konsumpcja wzrosła na tyle szybko, że zaczęła niepokoić środowiska antyalkoholowe.

## Ruch społeczny
W 1884 roku w Helsinkach powołane zostało towarzystwo Przyjaciele Trzeźwości, a w ciągu kolejnych czterech lat powstało ponad 30 pokrewnych organizacji, a liczba ich członków wzrosła z 210 do 6000. W 1901 roku do organizacji proabstynenckich należało 14 000 ludzi, a w 1905 roku już 50 000, a liczba organizacji i stowarzyszeń sięgnęła 600.

## Ustawodawstwo o prohibicji
Na początku XX wieku spożycie alkoholu było w Finlandii bardzo wysokie, niezależnie od klasy społecznej i pochodzenia. Z tego powodu u części polityków i działaczy społecznych pojawił się pomysł wprowadzenia w kraju ograniczeń w spożyciu alkoholu, który szybko wprowadzono w życie po uzyskaniu niepodległości od Rosji. Ustawa o prohibicji zaczęła obowiązywać 1 czerwca 1919 roku.

## Przemyt alkoholu
Wprowadzenie prohibicji w Finlandii szybko spowodowało pojawienie się przemytu wyrobów alkoholowych. Głównym źródłem zaopatrzenia Finlandii w alkohol stała się Estonia, z której 85% eksportu alkoholu trafiało za pomocą przemytników do Finlandii za milczącym przyzwoleniem estońskiego rządu. Już w latach 30. XX wieku rybołówstwo w Estonii pogrążyło się w kryzysie, ponieważ większość rybaków zajmowała się nim wyłącznie w zakresie pozwalającym tuszować działalność przemytniczą. Drugim źródłem dostaw alkoholu stała się Łotwa, której rząd wprowadził monopol państwowy na produkcję wódki, i w ciągu kilku lat znacznie zwiększył dochód państwa z jej sprzedaży. Pierwszymi przemytnikami alkoholu byli rybacy fińscy i estońscy, którzy jeszcze w latach poprzednich prowadzili przemyt towarów spożywczych czy drobnych artykułów przemysłowych, które w obu krajach różniły się znacznie ceną.
Z czasem przemyt stał się polem rywalizacji zorganizowanych gangów, z których największa była grupa z Viinistu, a początkowo mający dobrą pozycję Niemcy zostali całkowicie wyparci przez Estończyków i Finów. Łącznie w Finlandii z handlu alkoholem utrzymywało się ok. 100 000 ludzi, największe znaczenie mieli wśród nich Algoth Niska i Kosti Vasa. W okresie zimowym na zamarzniętej Zatoce Fińskiej powstawały szlaki transportowe i tymczasowe miasteczka, w których prowadzono handel alkoholem i nocowano.

## Nieskuteczność fińskich służb
Fińskie służby sukcesywnie zwiększały ilość przejmowanego na granicach alkoholu, jednak porównując całoroczne dane na poziomie od 8 tys. litrów w 1919 roku do miliona litrów w 1930 roku z pojedynczymi przypadkami, jak zajęcie statku przewożącego 80 tys. litrów spirytusu, można przyjąć, że wykrywalność była niska i optymistycznie dochodziła do 10%. Dużym problemem dla władz była także powszechna wśród funkcjonariuszy, urzędników i wojskowych korupcja. W okresie prohibicji Finlandia dopuściła legalny zakup alkoholu na receptę, co szybko doprowadziło do masowego pojawienia się w obiegu prawdziwych i podrabianych recept.
Wbrew oczekiwaniom ustawodawców w okresie prohibicji spożycie alkoholu w Finlandii wzrosło o 300%. Nagminne były także przypadki choroby alkoholowej u funkcjonariuszy służb mundurowych. W referendum 29 i 30 grudnia 1931 roku, przy frekwencji 44,4% (777 885 z 1 752 315 uprawnionych, 3 476 głosów uznano za nieważne) odwołanie prohibicji poparło 70,5% (546 293 głosów), utrzymanie 28% (217 169), za częściowym zniesieniem (dozwolone napoje niskoprocentowe) było 1,4% (10 947). W efekcie w 1932 roku ustawa o prohibicji została anulowana (30 stycznia 1932 za wnioskiem głosowało 120 posłów do  fińskiego parlamentu, przeciw 45), a spożycie alkoholu zalegalizowano.

## Skutki ponownej legalizacji alkoholu
Pomimo odwołania prohibicji przemyt alkoholu nie ustał, ponieważ wciąż był on opłacalny ze względu na różnice cen. Dzięki legalizacji przemysłu alkoholowego w połowie lat 30. XX wieku 40 dawnych przywódców grup przestępczych zjednoczyło się w trust, na czele którego stanął Arnold Eerik. Trust miał powiązania z estońskim rządem, który nieoficjalnie sprzedawał organizacji alkohol. W tej sprawie minister sprawiedliwości Jaan Hünerson i minister spraw wewnętrznych Vladimir Rooberg zostali oskarżeni o korupcję i zdymisjonowani. Pieniądze z nielegalnego handlu były też używane przez jedną z partii prawicowych w kampanii wyborczej do estońskiego parlamentu.